# Tajvani fütyülőrigó
A tajvani fütyülőrigó (Myophonus insularis) a madarak osztályának verébalakúak (Passeriformes) rendjébe és a légykapófélék (Muscicapidae) családjába tartozó faj.

## Rendszerezése
A fajt John Gould angol ornitológus írta le 1862-ben, még, mint Myiophonus insularis.

## Előfordulása
Tajvan területén honos. Természetes élőhelyei a szubtrópusi vagy trópusi síkvidéki és hegyi esőerdők, folyók és patakok környékén. Állandó, nem vonuló faj.

## Megjelenése
Testhossza 30 centiméter.
|  |

## Természetvédelmi helyzete
Az elterjedési területe kicsi, egyedszáma még nagy és ugyan csökken, de még nem éri el a kritikus szintet. Az élőhelyeinek folyamatos pusztulása és széttöredezettsége veszélyezteti. A Természetvédelmi Világszövetség Vörös listáján nem fenyegetett fajként szerepel.